# Steve Smith (atleta)
Steve Smith (Reino Unido, 29 de marzo de 1973) es un atleta británico retirado, especializado en la prueba de salto de altura en la que llegó a ser medallista de bronce olímpico en 1996.

## Carrera deportiva
En los JJ. OO. de Atlanta 1996 ganó la medalla de bronce en el salto de altura, con un salto por encima de 2.35 metros, quedando en el podio tras el estadounidense Charles Austin (oro con 2.39 m que fue récord olímpico) y el polaco Artur Partyka (plata con 2.37 m).